# Johan Beerlandt
Johan Beerlandt (Nieuwpoort, 4 april 1948) is een Belgisch ondernemer en bestuurder. Sinds 2021 is hij uitvoerend voorzitter van bouwbedrijf BESIX, waarvan hij van 2004 tot 2017 CEO en van 2017 tot 2021 voorzitter.

## Levensloop
Beerlandt was in 2004 medeoprichter van bouwbedrijf BESIX, dat in 1909 als Belgische Betonmaatschappij (BBM) werd opgericht. Hij werkte voor BBM sinds 1974 en leidde bouwprojecten in de Verenigde Arabische Emiraten, Irak en Kameroen. Hij was een van de dertien managers die een managementbuy-out realiseerden en het bedrijf tot BESIX omdoopten. Beerlandt bezit 25% van het bedrijf, de andere managers eveneens 25% en de andere helft is in handen van de Egyptische familie Sawiris. Beerlandt was CEO van BESIX van 2004 tot 2017, wanneer hij werd opgevolgd door Rik Vandenberghe. Beerlandt volgde op zijn beurt Jean Stéphenne op als voorzitter van de raad van bestuur. In mei 2021 werd hij andermaal uitvoerend voorzitter van BESIX.
Hij was tevens minderheidsaandeelhouder van voetbalclub RSC Anderlecht. In oktober 2020 stapte hij op als lid van de raad van bestuur van Anderlecht uit onvrede met meerderheidsaandeelhouder Marc Coucke. In december dat jaar verkocht hij zijn aandelen aan Coucke.